# Dorylus schoutedeni
Dorylus schoutedeni is een mierensoort uit de onderfamilie van de Dorylinae. De wetenschappelijke naam van de soort is voor het eerst geldig gepubliceerd in 1923 door Santschi.